# Drino salva
Drino salva är en tvåvingeart som först beskrevs av Christian Rudolph Wilhelm Wiedemann 1830.  Drino salva ingår i släktet Drino och familjen parasitflugor. Inga underarter finns listade i Catalogue of Life.